# Enrique Manuel Hernández Rivera
Enrique Manuel Hernández Rivera (* 12. August 1938 in Camuy) ist Altbischof von Caguas.

## Leben
Enrique Manuel Hernández Rivera empfing am 28. Juli 1957 die Priesterweihe für das Bistum Arecibo.
Papst Johannes Paul II. ernannte ihn am 11. Juni 1979 zum Weihbischof in San Juan de Puerto Rico und Titularbischof von Vamalla. Die Bischofsweihe spendete ihm der Erzbischof von San Juan de Puerto Rico, Luis Kardinal Aponte Martínez, am 17. August desselben Jahres; Mitkonsekratoren waren Rafael Grovas Felix, Bischof von Caguas, und Miguel Rodriguez Rodriguez CSsR, Bischof von Arecibo.
Am 13. Februar 1981 wurde er zum Bischof von Caguas ernannt und am 8. März desselben Jahres in das Amt eingeführt. Von seinem Amt trat er am 28. Juli 1998 zurück.